# ヘイズ・マッカーサー
ヘイズ・マッカーサー（Hayes MacArthur、1977年4月16日 - ）は、アメリカ合衆国の俳優。

## 出演作品
- ベイビー・メイク 私たちのしあわせ計画 The Babymakers (2012)
- ランナウェイ・ブルース
- バチェロレッテ あの子が結婚するなんて!
- かぞくはじめました（ピーター）
- ある日モテ期がやってきた
- ママと恋に落ちるまで シーズン4（カート）
- プッシング・デイジー　～恋するパイメーカー～ シーズン2
- アントラージュ★オレたちのハリウッド シーズン5
- ママと恋に落ちるまで シーズン3（カート）
- ゲーム・プラン
- ＬＯＯＫ
- 世界一不幸せなボクの初恋 Ode to Joy (2019)
- ザ・ウェイバック The Way Back (2020)